# Université Kyung Hee
L'université Kyung Hee (en coréen : 경희대학교 ; hanja : 慶熙大學校) est une université privée de Corée du Sud. Elle est localisée à Séoul mais possède également un second campus à Suwon dans la banlieue de Séoul. Elle a été fondée en 1949.

## Personnalités liées

### Enseignants
- Cho Byung-hwa, poète et essayiste
- Jeon Sang-guk, auteur
- Kim Ki-taek, poète
- Emanuel Pastreich

### Étudiants
- Chanteurs, acteurs[1] :
  - Rain (de son vrai nom Jung Ji-hoon)
  - Byun Baekhyun
  - Cho Kyuhyun
  - Daesung
  - G-Dragon (de son vrai nom Kwon Ji-Yong)
  - Gong Yoo (de son vrai nom Gong Ji-Chul)
  - Jun. K (de son vrai nom Kim Min-jun)
  - Kim Junmyeon
  - Kim Jaejoong
  - Kim Tae-ri
  - Lee Hong-ki
  - Lee Hyori
  - Ock Joo-hyun
  - Park Chanyeol
  - Park Hyo-shin
  - Shim Changmin

- Écrivain, poètes :
  - Chung Ho-sung, poète
  - Han Su-san, écrivain
  - Lee Sungboo, poète

- Divers :
  - Yoon Kyung-shin, sportif du XXe siècle en Corée du Sud
  - Yoon Jin-sook, ministre des Océans et de la Pêche de la Corée du Sud
  - Moon Jae-in, président de la Corée du Sud
  - Mike Bellot, entrepreneur haïtien
  - Yong Hye-in (1990-), femme politique sud-coréenne